# Крестникова, София Владимировна
Софи́я Влади́мировна Кре́стникова (30 сентября 1899, Шемердяны, Ядринский уезд, Казанская губерния, Российская империя ― 17 мая 1989, Йошкар-Ола, Марийская АССР, РСФСР, СССР) ― советский врач-терапевт, эндокринолог, инфекционист. Заведующая инфекционным, терапевтическим, женским отделениями Республиканской больницы Марийской АССР (1941―1962). Заслуженный врач РСФСР (1958). Кавалер ордена Ленина (1961).

## Биография
Родилась 30 сентября 1899 года в дер. Шемердяны ныне Ядринского района Чувашии в семье священника. Рана осталась без матери, её детство прошло в Казани, где в 1917 году она окончила гимназию с золотой медалью.
В 1923 году окончила Казанский университет. По его окончании работала врачом-эндокринологом в Казани, санаториях Ессентуков, Кисловодска, Сочи, в Ростове-на-Дону, Харькове, Москве.
С 1936 года подвергалась преследованиям как жена «врага народа», партийного деятеля Д. Е. Гольмана, который в итоге был расстрелян 14 июня 1938 года: 5 октября 1938 года была арестована, осуждена на 5 лет ссылки на спецпоселение. Освободившись из заключения, впоследствии неоднократно меняла местожительство, 4 декабря 1938 года приехала в Йошкар-Олу, поскольку ей было запрещено вместе с семьёй жить в больших городах. Реабилитирована 12 декабря 1956 года. 
Приехав в Йошкар-Олу, в 1941―1962 годах работала в Республиканской больнице Марийской АССР заведующей инфекционным, терапевтическим, женским отделениями. До 1956 года ― первый в Марийской АССР председатель республиканской врачебно-трудовой экспертной комиссии.
В 2013 году известный марийский краевед Арнольд Муравьёв издал её книгу «Воспоминания врача» в издательстве «Татьянин день» в Йошкар-Оле.
За многолетнюю безупречную работу в области здравоохранения в 1958 году удостоена почётного звания «Заслуженный врач РСФСР». Награждена орденом Ленина, медалями, в том числе медалью «За трудовую доблесть», а также дважды – Почётной грамотой Президиума Верховного Совета Марийской АССР.
Ушла из жизни 17 мая 1989 года в Йошкар-Оле, где и похоронена.

## Звания и награды
- Заслуженный врач РСФСР (1958)[1][2][5]
- Заслуженный врач Марийской АССР (1957)[1][2][5]
- Орден Ленина (1961)[1][2][5]
- Медаль «За трудовую доблесть» (1951)[1][2]
- Почётная грамота Президиума Верховного Совета Марийской АССР (1957, 1959)[1][2]